# ATC-kod D07: Glukokortikoider för utvärtes bruk
ATC-kod D07: Glukokortikoider för utvärtes bruk är en del av klassificeringssystemet ATC (Anatomical Therapeutic Chemical Classification System) för läkemedel och vissa andra medicinska produkter. ATC utvecklas av WHO och består av alfanumeriska koder indelade i grupper utifrån anatomi, medicinsk funktion och läkemedelstyp på 5 olika kodnivåer. Denna sida utgör innehållet i en specifik grupp på nivå 2.

## D07AGlukokortikoider

### D07AA Milt verkande
D07AA01 Metylprednisolon
D07AA02 Hydrokortison
D07AA03 Prednisolon

### D07AB Medelstarkt verkande
D07AB01 Klobetason
D07AB02 Hydrokortisonbutyrat
D07AB03 Flumetason
D07AB04 Fluocortin
D07AB05 Fluperolon
D07AB06 Fluorometolon
D07AB07 Flupredniden
D07AB08 Desonid
D07AB09 Triamcinolon
D07AB10 Alklometason
D07AB11 Hydrocortisonbuteprat
D07AB19 Dexametason
D07AB21 Klokortolone
D07AB30 Kombinationer av kortikosteroider

### D07AC Starkt verkande
D07AC01 Betametason
D07AC02 Fluklorolon
D07AC03 Desoximetason
D07AC04 Fluocinolon
D07AC05 Fluokortolon
D07AC06 Diflucortolon
D07AC07 Fludroxykortid
D07AC08 Fluocinonid
D07AC09 Budesonid
D07AC10 Diflorason
D07AC11 Amcinonid
D07AC12 Halometason
D07AC13 Mometason
D07AC14 Metylprednisolonaceponat
D07AC15 Beklometason
D07AC16 Hydrokortisonaceponat
D07AC17 Flutikason
D07AC18 Prednikarbat
D07AC19 Difluprednat
D07AC21 Ulobetasol

### D07AD Extra starkt verkande
D07AD01 Klobetasol
D07AD02 Halcinonid

## D07B Glukokortikoider i kombination medantiseptika

### D07BA Milda glukokortikoider
D07BA01 Prednisolon och antiseptika
D07BA04 Hydrokortison och antiseptika

### D07BB Medelstarka glukokortikoider
D07BB01 Flumetason och antiseptika
D07BB02 Desonid och antiseptika
D07BB03 Triamcinolon och antiseptika
D07BB04 Hydrokortisonbutyrat och antiseptika

### D07BC Starka glukokortikoider
D07BC01 Betametason och antiseptika
D07BC02 Fluocinolon och antiseptika
D07BC03 Fluokortolon och antiseptika
D07BC04 Diflukortolon och antiseptika

### D07BD Mycket potenta kortikosteroider, komb med antiseptika
Inga undergrupper.

## D07C Glukokortikoider i kombination medantibiotika

### D07CA Milda glukokortikoider
D07CA01 Hydrokortison och antibiotika
D07CA02 Metylprednisolon och antibiotika
D07CA03 Prednisolon och antibiotika

### D07CB Medelstarka glukokortikoider
D07CB01 Triamcinolon och antibiotika
D07CB02 Flupredniden och antibiotika
D07CB03 Fluorometolon och antibiotika
D07CB04 Dexametason och antibiotika
D07CB05 Flumetason och antibiotika

### D07CC Starka glukokortikoider
D07CC01 Betametason och antibiotika
D07CC02 Fluocinolon och antibiotika
D07CC03 Fludroxycortid och antibiotika
D07CC04 Beklometason och antibiotika
D07CC05 Fluocinonid och antibiotika
D07CC06 Fluocortolon och antibiotika

### D07CD Extra starka kortikosteroider
D07CD01 Clobetasol och antibiotika

## D07X Glukokortikoider i kombination med andra medel

### D07XA Milda glukokortikoider
D07XA01 Hydrokortison
D07XA02 Prednisolon

### D07XB Medelstarka glukokortikoider
D07XB01 Flumetason
D07XB02 Triamcinolon
D07XB03 Flupredniden
D07XB04 Fluorometolon
D07XB05 Dexametason
D07XB30 Kombinationer av kortikosteroider

### D07XC Starka glukokortikoider
D07XC01 Betametason
D07XC02 Desoximetason
D07XC03 Mometason
D07XC04 Diflucortolon

### D07XD Mycket potenta kortikosteroider, övriga kombinationer
Inga undergrupper.

### Engelska
- WHO Collaborating Centre for Drug Statistics Methodology - ATC Index
- WHO Collaborating Centre for Drug Statistics Methodology - ATCvet Index

### Svenska
- SIL online
- FASS.se - ATC
- FASS.se - Veterinär-ATC
- Sök läkemedelsfakta - Läkemedelsverket
- Socialstyrelsen : Klassifikationer
- Nationellt produktregister för läkemedel - NPL